# Tonisch tensor tympani syndroom
Tonisch tensor tympani syndroom (TTTS) is een aandoening van de musculus tensor tympani in het menselijk middenoor waarbij de reflexdrempel van de musculus tensor tympani verminderd is en spasmen aan deze spier veroorzaakt. Mogelijke symptomen zijn het gevoel van druk en/of kraakgeluiden in het oor, draaiduizeligheid, een fladderend gevoel in het oor, tinnitus en irritatie van de nervus trigeminus (die de musculus tensor tympani innerveert), wat kan leiden tot pijn, gevoelloosheid en een branderig gevoel in en rond het oor, de kaken, nek en kaakgewricht. TTTS kan samen voorkomen met hyperacusis.
Het hebben van TTTS kan angst bij de patiënt veroorzaken, wat op zijn beurt tot een verergering van de symptomen kan leiden.

## Oorzaken
Een mogelijke oorzaak van deze aandoening is een plotselinge blootstelling aan luide geluiden (zie akoestische schok). De symptomen van TTTS en akoestische schok zijn gelijkaardig, maar bij TTTS houden ze langdurig aan. 

## Behandeling
Een mogelijke behandeling voor het gevoel van druk in het oor is het plaatsen van een vliesje op het trommelvlies (tympanic patching). Dit vliesje ontspant de musculus tensor tympani waardoor de klachten kunnen verminderen. Bij een klinische studie met 22 patiënten (waarvan de helft een placebo-behandeling onderging) trad na een week een verbetering van de symptomen op zonder grote bijwerkingen.